# 大槻義彦
大槻 義彦（おおつき よしひこ、1936年6月18日 - ）は、日本の物理学者（放射線物性、核物性、大気電気学）。早稲田大学名誉教授。理学博士（東京大学、1965年）。テレビタレント。
身長169センチメートル。宮城県角田市出身（その後茨城県古河市に在住し、東京都に拠点を持つ）。

## 人物
球電（プラズマ）の物理学的研究の第一人者。1990年、電磁波で火の玉を作ることに世界で初めて成功。それまで鬼火、狐火などと呼ばれ心霊的現象とされてきた火の玉（怪火）が科学現象である可能性の一つを提示した。
超常現象のひとつとして一時期話題となった「ミステリーサークル」という呼称の先駆者でもある。
長男の大槻東巳は、父親同様に物理学者（東京大学理学部卒、上智大学理工学部物理学科教授）。長女の大槻奈那は、東京大学文学部卒でマネックス証券チーフ・アナリストや名古屋商科大学大学院教授などを歴任。

## 略歴
- 1955年：宮城県角田高等学校卒業
- 1959年：東京教育大学（現：筑波大学）理学部物理学科卒業
- 1961年：東京大学大学院数物系研究科修士課程修了
- 1963年：東京大学理学部助手
- 1965年7月：東京大学 理学博士：「A quantum field theoretical method on the dynamical theory of X-ray diffraction and its application to the plasmon and phonon excitation（X線廻折の動力学的理論の場の量子論的方法とフォノン・プラズモン励起に対するその応用）」[4]
- 1967年：東京大学工学部専任講師
- 1968年：早稲田大学理工学部助教授
- 1973年：早稲田大学理工学部教授
- 2003年：早稲田大学を定年前に早期退職し、名誉教授に[注釈 1]
- 2017年：『ビートたけしのTVタックル』により早稲田大学名誉教授を返上すると宣言するが未だ返上せず[出典無効]。

兼職
- ミュンヘン大学客員教授
- 名古屋大学プラズマ研究所客員教授
- 高エネルギー物理学研究所客員教授

学外における役職
- 元日本物理学会理事
- 元Japan Skeptics副会長（他会員との確執により[注釈 2]一時退会。現在は会員として復帰している）
- 『パリティ』（丸善が発行する物理学雑誌）編集長

その他
- 多くの高校検定教科書を執筆している。
- 過去に6回、ノーベル賞の推薦人になっている[7]。
- 近年はゴルフ関係の著作が多い。大槻が考案した「ミステリーサークルパター」なる商品も販売中。

## 業績
放射線物性を研究、α線の弾性散乱での「水切り運動」を発見した。
加えて、陽子線 α線のディチャネリングの理論を提唱。「大槻のディチャネリングの理論」として知られている。英文の専門書『Charged Beam Interaction with Solids』（Taylor and Francis, London）を発刊、世界的な教科書として各国で翻訳され、使用されている。これとは別に「火の玉」の理論的、実験的研究を行い、室内ではあるが、電磁波プラズマによって火の玉のほとんどの特性を示すことに成功した。

## 発言
映像メディアへの出演も多く、非合理・非科学・非論理的な事象や主張、例えば超自然現象や超能力などを科学者として徹底的に批判する学者としても知られるが、下記の「月の石はアメリカの砂漠の石」発言のように、発言や著作では科学界の通説とは違う独自の説を唱えて、オカルト肯定派からだけではなく懐疑主義者から批判や疑問を受けることも多い。反オカルト、月の石捏造説など、彼の専門外の話題発言が多い。
- マスコミに登場した当初は、再現実験を行い科学雑誌『ネイチャー』に論文が掲載された「火の玉＝プラズマ説」に続いて、当時超常現象として話題になっていたミステリーサークルがプラズマによるものだと唱えた[注釈 4]。その後、空飛ぶ円盤、ポルターガイスト、人体自然発火現象、キャトルミューティレーションなど様々な超常現象をプラズマで説明するようになった[注釈 5]。しかし、1990年代になってイギリスのミステリーサークルが人間のいたずらだと判明して以降は、かつてのような「何でもプラズマ」な傾向は少なくなった。日本でも1990年に福岡県糟屋郡の稲田で発生したミステリーサークルは大槻が現地調査をして「自然現象であるプラズマによって出来た本物」と太鼓判を押したが、翌年に別件の窃盗で検挙された地元の高校生集団が「自分たちが踏み固めて作った」と自白し、いたずらだったことが判明している。
- 教育に関する発言も多く、科学技術立国として理数系の教育を重視すべきであり、理工系特に技術者の教育を優先すべきと主張している。ゆとり教育には批判的だが、PISA調査についても経済的な成功や高等教育の良し悪しと余り関係なく当てにならないと懐疑的である。授業での実験・観察の重視にしても全否定はしないものの、数学的な検証や理論面を疎かにすることは却って科学の本質的な理解を妨げると批判している。物理教科書についても、現代物理学では必須とも言える相対性理論や量子論を取り上げるべきと主張し、ニュートン力学や電磁気学など古典物理学に偏重している現状には批判的であるほか、ブログで作家の山口敏太郎に対して批判する際に「オカルトバカは大抵は文系」と文系全体を批判したこともある[9]。
- 小保方晴子に関するメディアの報道姿勢に否定的であり、2014年8月23日付の自身の公式ブログでは笹井芳樹の自殺もNHK特番の恣意的編集が原因としている。「マスコミなどからの不当なバッシング」との記述が遺書にあり、日本分子生物学会のことを示唆しているのだろうとした。
- 原子力発電については、安全神話や事故隠し・データの捏造といった政府や電力業界の不祥事を批判しながらも、「あらゆる物理学の発展のうち、人類のために応用・利用してはならない特定の分野などあるはずもありません」[10]「物理学者が物理学で発見された理論を産業に利用されることを歓迎するのは当然」[10]と原子力発電や原子力研究について肯定的な立場に立っている。高レベル放射性廃棄物の処理や廃炉問題についても「それを克服する科学的・技術的努力もまた科学技術の発展によって成果をあげるでしょう」[10]と楽観的で、脱原発運動など一連の原子力否定論に対しては[要出典]「文明を拒否する誤った態度」と逆に批判。代表的論客の一人である広瀬隆に対しても、原子力工学の大学院を出ている人間でも解からないことが多いのに理工学部応用工学科しか出ていない人間が原発の安全性について断定的に言えるのか？と疑問を呈している。
  - また原子力以外の代替エネルギーについても否定的で、例えば太陽光発電については「太陽光パネルの寿命は意外と短い。その前に、4,5年経つと部品の劣化・接続不良などの故障が起こる。15年で元をとるとか20年では優に元がとれるというがこれは眉唾、というよりウソ」としている[11]。
  - 福島第一原子力発電所事故にあたっては、水素爆発などの事故対策の手抜かりなどを批判したものの、地震対策については概ね評価。むしろ津波対策への手抜かりが事態を悪化させたという見解を持っている。事故発生後に農作物の出荷規制が起きた際には、そもそも出荷規制の根拠となる暫定基準値が最悪のケースを想定したものであって、さほど問題にすべきものではないと発言[12]。出荷停止になったホウレンソウを食べるとまで言っている[13]。
    - ただ、その後の調査で事故の全体像が明らかになると、全電源喪失が起きる事態を想定しなかったばかりか、最後の安全装置とも言うべきイソコン（非常用復水器）の操作手順すら現場の人間が知らなかったことを指摘。東京電力が組織ぐるみで起こした人災だと批判している[14]。

  - ちなみに、大槻自身も原子力関係の団体に呼ばれて講演している 。同じ物理学者で尚且つオカルト批判の中心的な人物でもある安斎育郎が原子力について概ね批判的であるのとは、対照的であるとも言える[注釈 6]。
- アポロ宇宙船が持ち帰ったとされる「月の石」はアメリカの砂漠の石と同じもので、世界中の物理学者が分析しても何の科学的成果も得られていないと主張している[16][注釈 7]。アポロ月着陸捏造説については「自分はアポロ宇宙船の月着陸が捏造だと認めたわけではない」としているが、捏造は否定しておらず、「ノーコメント」を強調している[16]。有人宇宙飛行について、投下した費用の割に目立った研究成果が無い、宇宙滞在の実績の意義が見出せないことから、『ブードゥー科学』と否定的である。
- 2003年に、白装束集団としてパナウェーブ研究所が話題になった際、ニュース番組のインタビューでパナウェーブ研究所がスカラー電磁波を防ぐとしている模様は自分の書いた本の表紙がモデルになっているという旨の発言をしている[注釈 8]。また、それらのインタビューの際、スカラー電磁波とは何かと質問されて「物理学のどこを探してもスカラー電磁波などは存在しない。しいて言えば静電気の類ということになる」と答えている[18]。
- 2003年に宜保愛子が死去した際には、「霊感商法等により露骨な金儲けを行うような事は一切なかったところは評価できる。私は彼女の霊的現象について疑義を持っていろいろと批判、検証はしたが、彼女の人間性や人柄までは否定するつもりは一切なかった。」と追悼の言を述べた[19]。
- 2004年に、寺澤有が起こした速度超過事件の裁判に弁護側の証人として出廷。自動速度違反取締装置（通称オービス、三菱電機製RS-2000）について「同装置に使われている半導体チップは、大気中に現れる電磁気や電波で、誤作動を起こす」と証言したが、メーカー側の「装置には信頼性がある」との主張が認められ2006年4月26日さいたま地裁川越支部で寺澤に罰金8万円の有罪判決。同年10月23日東京高裁で控訴棄却となり判決が確定した。大槻は、同装置には誤作動が起こる可能性がある以上、証拠としての科学的信頼性がないとして、「全国からオービスを全廃しろ」「これによって検挙された人たちを無罪としろ」と主張している[20]。
- 江原啓之のテレビや著作における発言を「幼稚、ばかばかしい、インチキ」と自身のウェブサイトで批判している。（非科学的な）江原の本がベストセラーになってしまうことなどについて、一般読者の幼稚さに驚き、日本人の後進性に落胆しているという。彼を「霊感商法の根源」であると批判し、弁護士らと連携の上、出版や放送の差し止めなど法的手段に訴える意向であるという。「法廷で検証実験を行い、インチキを暴く」と語っている。
- 地球温暖化については、その真偽についての判断を留保[注釈 9]しながらも 「結論を急ぎすぎないことが重要」「科学が政治力学に左右されるとろくなことはない」 と、COP15の枠組みによる政治合意や早急な対策を取ることについては批判的な姿勢を取っている。
  - ただ2012年1月に、ウォルフ黒点相対数が増加する時期にも関わらず太陽黒点が増えていないことを根拠として、「（太陽黒点が）少ないと太陽からの磁束が弱く、また太陽外部に漏れにくくなり、太陽系に降り注ぐ宇宙線が磁束に捕捉されにくくなり、地球大気に当たる宇宙線の強度が増します。大気に当たる宇宙線によって大気中には雲が発生しますから・・・・・地球大気の雲の量が増え、地球は寒冷化します」と、温暖化ではなく、寒冷化を心配すべきと言及している[21]。しかしこの意見は大槻のオリジナルではなく、デンマークのスヴェンスマルク博士のものであり、日本では丸山茂徳などが紹介し、数名の学者が2007年ころから地球寒冷化の心配を呼びかけている。

## 出演

### 映画
- 『千里眼』 - コメンテーター役。
- 『ゴジラ FINAL WARS』 - テレビ討論会パネラー（本人）役[2]。韮澤潤一郎（テレビ討論会パネラー役）と共演。
- 『大仏廻国 The Great Buddha Arrival』- 物理学者役（特別出演）。韮澤潤一郎（超常現象研究家役）と共演[22]。

### テレビ
- 『メン・イン・ブラック2』DVD 特典メニュー「MIB捜査官への道」
- 『BLACK OUT』
- 『田舎に泊まろう』 - 長野県麻績村（東筑摩郡）を旅した。
- 『ビートたけしのTVタックル』 - 超常現象スペシャルを扱う、『ビートたけしの禁断の大暴露!!超常現象(秘)Xファイル』にも出演。
- 『新・クイズ日本人の質問』 - 回答者
- 『笑っていいとも!』 - テレフォンショッキングにゲスト出演し、翌日のゲストに織田無道を指名した[23]。
- 『たかじんONE MAN』 - 関西ローカル番組[注釈 10]（ランキングまいどコメンテーター）
- 『たかじんnoばぁ～』 - 関西ローカル番組[注釈 11]
- 『上岡龍太郎にはダマされないぞ!』- 数回ゲスト出演[注釈 12]
- 『大人のケンカ』- 2013年10月9日放送（山口敏太郎と共演）
- 『爆報! THE フライデー』 - 2016年6月10日放送

### CM
- 日本製粉「オーマイスパゲティ」（1994年）[注釈 13]
- スクウェア「Play Online(PS2)」（2001年） - 批評家編
- リクルート「Hot Pepper」（2004年 - 2005年） - 米村でんじろうと共演
- 日本コカ・コーラ「ファンタ・クリアーアップル」(2006年）[注釈 14]
- ガリバーインターナショナル（2007年） - 韮澤潤一郎、矢追純一と共演
- 松竹「スカイライン -征服-」（2011年） - 矢追純一と共演
- 中部電力

ほか

## 著書
- 『原子を見た 開かれた極微の世界』講談社ブルーバックス 1976
- 『ぶつり 新しい物理学へのアプローチ』共立出版 1976
- 『こまとスピン』共立出版、1977
- 『力・作用力・反作用力』共立出版 1979
- 『放射線の話 核からのメッセージ』日本放送出版協会 NHKブックス 1980
- 『相対性原理の視点』共立出版、1981
- 『エックス線』大月書店 1982
- 『透明人間の科学―SFから物理学へ』講談社ブルーバックス、1984
- 『基礎教養物理学』学術図書出版社、1984
- 『理工基礎電磁気学』サイエンス社 ライブラリ理工基礎物理学 1984
- 『物理学』学術図書出版社 1984-85
- 『サーカスの科学―なぜできる離れ技』講談社ブルーバックス、1986
- 『先端技術と物理学』日本放送出版協会 NHKブックス 1986
- 『「火の玉」の謎 人魂の正体を追って40年科学とロマンの奮戦記!』二見書房 サラ・ブックス 1986
- 『物理学総論』学術図書出版社 1985-86
- 『陽電子の世界』丸善 1986
- 『基礎物理』共立出版 1987
- 『物理学演習』学術図書出版社 1987
- 『SF量子論入門―ψの魔術とはなにか』講談社ブルーバックス、1988
- 『時間の物理』共立出版 1988
- 『第5の力 物理探究の最前線』日本放送出版協会 NHKブックス 1988
- 『「火の玉」の科学―なぞの正体にせまる』大日本図書 子ども科学図書館 1989
- 『物理学への招待』培風館 1989
- 『超科学で変わる人間の5年後10年後 驚いてはいけない、これは現実だ』青春出版社 プレイブックス 1991
- 『火の玉を見たか』筑摩書房 ちくまプリマーブックス 1991
- 『物理学概論』学術図書出版社 1991
- 『物理学入門』学術図書出版社 1991
- 『ミステリーサークル 瞬間、空は光った 最新調査・鮮烈の90日間 極秘写真、追跡資料が明かす決定的新事実』青春出版社 1991
- 『UFOはどこまでわかったか? 宇宙へのゆめとロマン』大日本図書 子ども科学図書館 1991
- 『超常現象を科学する 自然は不思議の遊園地』勁文社 1992
- 『UFO解明マニュアル』筑摩書房 ちくまプリマーブックス 1992『火の玉を見たか』
- 『疑惑の霊能者 宜保愛子の謎』悠飛社 1993
- 『現代物理とわたしたち』学術図書出版社 1993
- 『div,grad,rot,…』共立出版 1993
- 『超能力・霊能力解明マニュアル』筑摩書房 ちくまプリマーブックス 1993
- 『超能力ははたしてあるか 科学vs.超能力』講談社ブルーバックス 1993
- 『大槻博士のふしぎ・おもしろ科学 日常生活』三笠書房知的生きかた文庫 1994
- 『怪奇現象の正体 プラズマの謎』悠飛社 1994
- 『学校の怪談に挑戦する』ちくま文庫 1995
- 『パリティ物理学コース セメスター物理』1- 2 丸善 1996
- 『電磁気学』学術図書出版社 1996
- 『力学』学術図書出版社 1996
- 『「霊の世界」を科学で究める 霊界・異界・あの世…への挑戦』ベストセラーズ ワニの本 1996
- 『アッという間に解ける微分方程式』共立出版 1997
- 『「神秘と超能力」の嘘』講談社、1997
- 『神々のトリック』悠飛社 1997
- 『現代物理学』学術図書出版社 1997
- 『おとぎ話を科学する―“玉手箱の煙”の正体は「反物質」だった!?』PHP研究所 1998
- 『セメスター物理 熱・統計力学』学術図書出版社 1998
- 『セメスター物理 波動』学術図書出版社 1998
- 『物理・こんなことがまだわからない 宇宙から身のまわりのハテナまで』講談社ブルーバックス 1998
- 『「文科系」が国を滅ぼす―この国の明日に希望はあるか』ベストセラーズ 1998
- 『新物理学入門』学術図書出版社 1999
- 『日本人よ、お金を使うな! 健全な日本社会を創る処方箋』ベストセラーズ 1999
- 『ゴルフ上達の科学 スコアをもう3つよくする科学的ヒント』講談社ブルーバックス 2004
- 『大学院のすすめ 進学を希望する人のための研究生活マニュアル』東洋経済新報社 2004
- 『大槻教授の反オカルト講座』（ビレッジセンター出版局 2004年 解説・岡留安則 休刊した『噂の眞相』連載分を収録）
- 『大学生のための基礎力学』共立出版 2005
- 『理工系の基礎教育物理学』学術図書出版社 2005
- 『大槻教授のまったく初めてのゴルフ 理屈がわかればカンタンだ!』日本放送出版協会 2007
- 『プロのボールはなぜ重い?―ベストスコアを出す、お騒がせサイエンス』ゴルフダイジェスト新書 2007
- 『江原スピリチュアルの大嘘を暴く』鉄人社 2008
- 『大槻教授の最終抗議』集英社新書 2008
- 『子供は理系にせよ!』日本放送出版協会 生活人新書 2008
- 『カラー図解でわかる科学的ゴルフの極意 理屈がわかればどんどんうまくなる!』ソフトバンククリエイティブ サイエンス・アイ新書 2009
- 『カラー図解でわかる科学的アプローチ&パットの極意 「寄せて」「沈める」ゴルフ上達の法則』ソフトバンククリエイティブ サイエンス・アイ新書 2011

### 共編著
- 『理工教養物理学』1-2 松平升,和田正信共著 培風館 1975-76
- 『セミナー物理』編 青野修ほか著 共立出版 1981
- 『物理学最前線』全31巻 編 共立出版 1982-93
- 『物理学対話 物理学者vs科学史家』渡辺正雄共編 共立出版 1982
- 『物理の世界』小山慶太共著 開成出版 1982
- 『物理便利帖』小出昭一郎共著 共立出版 1984
- 『物理学通論』青野修共著 培風館 1987
- 『物理数学』青野修共著 培風館 1990
- 『謎の発光体 球電』監修 ジョルジ・エゲリ著 板井一真訳 丸善 1990
- 『角運動量保存則』有馬朗人共著 共立出版 1991
- 『科学常識ウソ、ホント 学校で教えない 知ってるつもりで大間違い』編著 経済界 Ryu books 1993
- 『火の玉の科学』Б.М.スミルノフ・大古殿秀穂共著 共立出版 1994
- 『おれたちがホームレスになる日』野坂昭如共著 悠飛社 1994
- 『超常事件簿―大槻義彦vs大槻ケンヂ』小学館 少年サンデーグラフィック 1995
- 『現代物理最前線』全7巻 編 共立出版 2000-01
- 『地球大循環とエルニーニョ』責任編集 丸善 パリティブックス 2003
- 『本気で本当のクラブ選び』青山薫共著 ゴルフダイジェスト社 2005
- 『新・物理学事典』大場一郎共編 講談社ブルーバックス 2009

### 翻訳
- R・H・マーチ『詩人のための物理学―物理学に美的世界を求めて』木名瀬亘共訳 講談社 1971 のちブルーバックス
- ウィリアム・R・デリック『複素関数論とその応用』講談社 1973
- デビッド・パインズ『固体における素励起』三沢節夫共訳 吉岡書店 物理学叢書 1974
- H.ホックシタット『特殊関数 その理・工学への応用』岡崎誠共訳 培風館 1974
- マックス・ヤンマー『質量の概念』葉田野義和,斉藤威共訳 講談社、1977
- ヤンマー『力の概念』高橋毅共訳 講談社、1979
- ヤンマー『空間の概念』高橋毅共訳 講談社、1980
- ハーバート・F.ヨーク『ドキュメント大統領指令「水爆を製造せよ」 科学者たちの論争とその舞台裏』塩田勉共訳 共立出版 1982
- グラドシュ、リジク『数学大公式集』丸善 1983
- テレンス・ミーデン『ミステリーサークル―円環効果とは何か』丸善 1990
- SOBEPS『五万人の目撃者 消えた未確認飛行物体!』監訳 二見書房 サラ・ブックス 1995